# 15 juillet 1909
Le jeudi 15 juillet 1909 est le 196e jour de l'année 1909.

## Naissances
- Dina Halpern (morte le 18 février 1989), actrice polonaise
- Durgabai Deshmukh (morte le 9 mai 1981), militante, femme politique et travailleuse sociale indienne
- Georges Verriest (mort le 11 juillet 1985), footballeur français
- Georgette Anys (morte le 4 mars 1993), actrice française
- Hendrik Casimir (mort le 4 mai 2000), physicien néerlandais
- Jean Hamburger (mort le 1er février 1992), médecin, essayiste et académicien français
- Michiko Tanaka (morte le 18 mai 1988), chanteuse et actrice japonaise
- Roger Morsa (mort le 1er juillet 1950), résistant belge
- William Cochran (mort le 29 mars 1980), statisticien écossais

## Décès
- Gaston Méry (né le 20 avril 1866), essayiste, pamphlétaire et journaliste français
- George Tyrrell (né le 6 février 1861), anglican irlandais
- Maurice-Marie Dantand (né le 30 janvier 1828), écrivain français

## Événements
- Création de la gare de Nagiso